# Wer wagt – gewinnt
Wer wagt – gewinnt ist eine Filmkomödie des Regisseurs Walter Janssen aus dem Jahr 1935. Der Film basiert auf Bezauberndes Fräulein, einer Operette des österreichischen Komponisten Ralph Benatzky. In der Hauptrolle verkörpert Heinz Rühmann den unscheinbaren Angestellten Paul Normann.

## Handlung
Der kleine Angestellte Paul Norman gewinnt ein Eigenheim in einem Preisausschreiben. Als ihn sein Chef mit seiner Tochter Luise dort besuchen möchte, sind gerade Normans Freunde zu Besuch. Er empfängt seinen Chef zwar, jedoch sind ihm die Umstände des Besuches unangenehm, denn er hat sich in die Tochter seines Chefs, die bildhübsche Luise, verliebt und würde lieber die Zeit mit ihr alleine verbringen als mit seinem Chef und seinen Freunden.

## Produktionsnotizen
Wer wagt – gewinnt kam am 9. Juli 1935 in die deutschen Kinos.
Nach dem Zweiten Weltkrieg wurde der Film unter dem Titel Bezauberndes Fräulein noch einmal kurz in Österreich gezeigt. Er gilt heute als verschollen (www.lost-films.eu).

## Sonstiges
Der Film kam erst mit einer Verspätung in die Kinos, da das NS-Regime lange und sorgsam überlegte, den Film überhaupt freizugeben. Hintergrund war die Tatsache, dass an dem Film einige Personen mitgewirkt haben, die das herrschende Regime kritisch beobachtete. Beispielsweise der Filmproduzent jüdischer Abstammung Willi Wolff (dies war übrigens sein letzter deutscher Film), der Komponist Ralph Benatzky (dessen Ablehnung des NS-Regimes hinreichend bekannt war) und Annemarie Sörensen, die vom Regime verdächtigt wurde, ungeklärter Russischer Abstammung zu sein.